# Richard Alan Lerner
Richard Alan Lerner (anglès: Richard Lerner)  (Chicago, 26 d'agost de 1938 - San Diego, 2 de desembre de 2021) va ser un químic i patòleg estatunidenc, especialista en anticossos i immunologia humana.

## Biografia
Va néixer el 28 d'agost de 1938 a la ciutat de Chicago, població situada a l'estat de Michigan (Estats Units). Va estudidar medicina a la Universitat de Northwestern i Stanford, on es doctorà l'any 1964.

## Carrera científica
Lerner va realitzar importants aportacions en el camp de la immunologia, entre d'altres, la teorització, disseny i creació de biblioteques combinatòries d'anticossos per ampliar el rang del sistema immunològic, el desenvolupament en la producció d'anticossos sense immunització amb un mètode propi i el desenvolupament dels anomenats anticossos catalítics per accelerar i catalitzar reaccions químiques.
Al llarg de la seva carrera va ser guardonat amb el Premi Wolf de química l'any 1995 amb Peter Schultz, i el Premi Príncep d'Astúries d'Investigació Científica i Tècnica, juntament amb Gregory Winter.